# Dark Passion Play (DVD de áudio)
Dark Passion Play foi o segundo DVD de áudio lançado pela banda finlandesa de metal sinfônico Nightwish, é a versão DVD do álbum de mesmo nome lançado pela banda em 2007. O áudio tem formato "24Bit/48kHz LPCM 5.1 surround", "Dolby Digital 5.1 surround" e "Dolby Digital 2.0 stereo".
O DVD contém todas as faixas contidas originalmente no álbum.
Também foi lançado um livro de imagens, "Dark Passion Gallery", por Ville Akseli Juurikkala, um fotógrafo finlandês, o livro mostra imagens da banda, ao vivo e em momentos de lazer, durante a turnê promocional o Dark Passion Play.

## Lista de músicas
| #  | Título                                     | Duração | Compositor            |
| -- | ------------------------------------------ | ------- | --------------------- |
| 1  | "The Poet And The Pendulum"                | 13:53   | Holopainen            |
| 2  | "Bye Bye Beautiful"                        | 4:14    | Holopainen            |
| 3  | "Amaranth"                                 | 3:57    | Holopainen            |
| 4  | "Cadence Of Her Last Breath"               | 4:14    | Holopainen            |
| 5  | Master Passion Greed                       | 6:02    | Holopainen            |
| 6  | "Eva"                                      | 4:24    | Holopainen            |
| 7  | "Sahara"                                   | 5:46    | Holopainen            |
| 8  | "Whoever Brings The Night"                 | 4:17    | Holopainen e Vuorinen |
| 9  | "For The Heart I Once Had"                 | 3:55    | Holopainen            |
| 10 | "The Islander"                             | 5:05    | Holopainen e Hietala  |
| 11 | "Last Of The Wilds" ou "Erämaan Viimeinen" | 5:40    | Holopainen            |
| 12 | "7 Days To The Wolves"                     | 7:03    | Holopainen e Hietala  |
| 13 | "Meadows Of Heaven"                        | 07:09   | Holopainen            |

## Créditos
- Anette Olzon – Vocal
- Erno Vuorinen – Guitarra
- Marco Hietala – Baixo e vocal
- Tuomas Holopainen – Teclado
- Jukka Nevalainen – Bateria

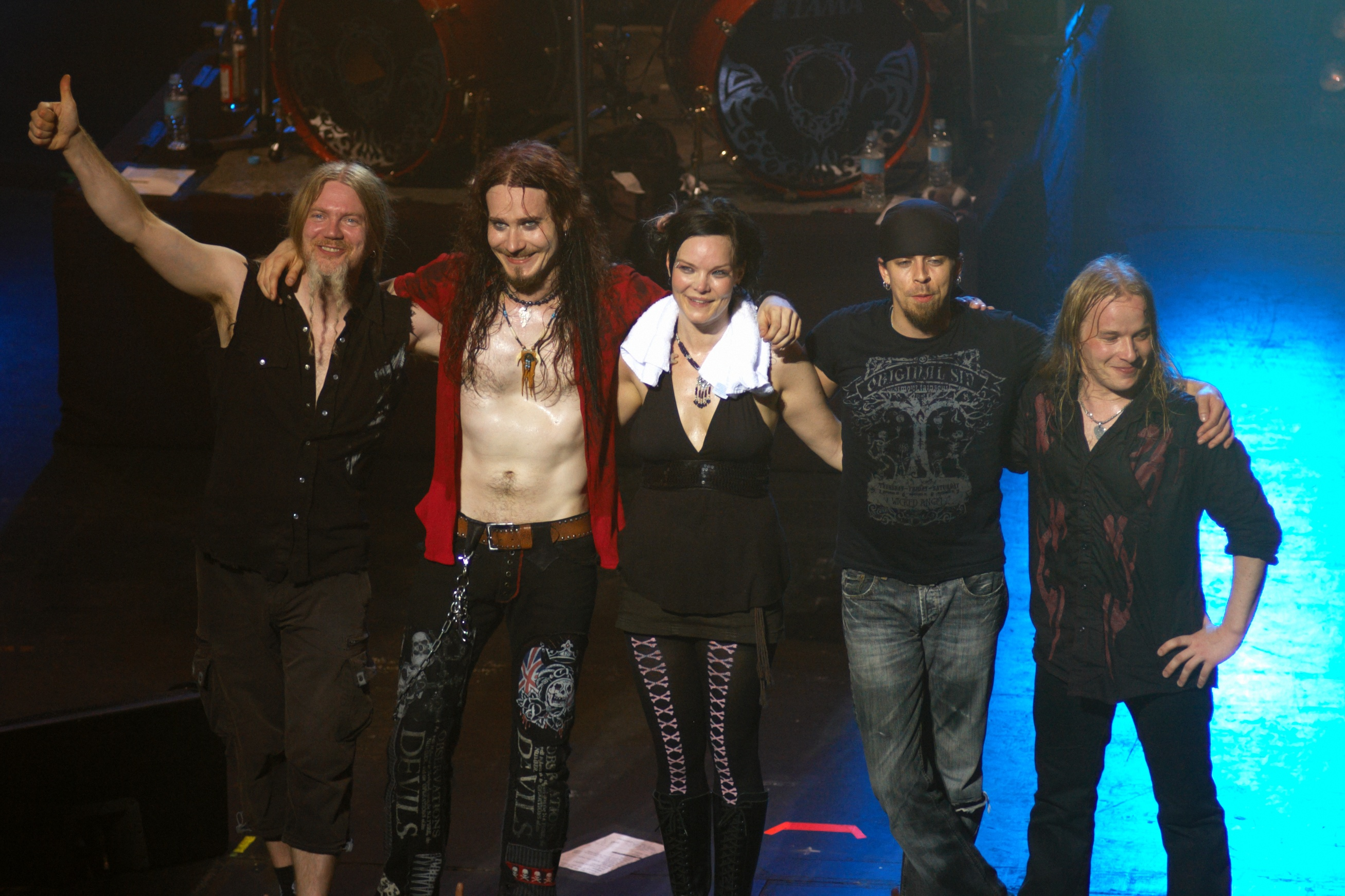
O Nightwish durante o "Dark Passion Play World Tour", em Melbourne, na Austrália, em 2008.

- Orquestra Filarmônica de Londres - Orquestra
- Metro Voices - Coro
- Troy Donockley – Gaita irlandesa
- Nollaig Casey – Flauta irlandesa
- Senni Eskelinen – Kantele elétrico